# アーチボルド・ネイピア (第3代ネイピア卿)
第3代ネイピア卿アーチボルド・ネイピア（英語: Archibald Napier, 3rd Lord Napier、1658年以前 – 1683年8月）は、スコットランド貴族。

## 生涯
第2代ネイピア卿アーチボルド・ネイピアとエリザベス・アースキン（Elizabeth Erskine、1676年以降没、第20代マー伯爵ジョン・アースキンの娘）の息子として生まれた。1658年9月4日に父が死去すると、ネイピア卿の爵位を継承した。1659年に一時スターリング城に投獄された。
1672年に弟ジョンが戦死し、爵位の継承権を有する人物がいなくなったため、1676年11月20日に爵位を一時的に国王に返還、ノヴォダマスに基づいて1677年9月16日に改めて爵位を与えられた。新しく与えられた爵位では第3代ネイピア卿の姉妹3人とその男系子孫にも継承権が与えられた。
1683年8月に生涯未婚のまま死去、爵位の規定に基づきネイピア卿は姉妹ジーンの息子トマスが継承した。一方、従属爵位であった準男爵位は休止（dormant）となった。